# Tetris
Tetris (Russisk Тетрис) er et computerspil, der handler om nedfaldende brikker. Spillet er udgivet i et enormt spektrum til flere spilkonsoller. Alexey Pajitnov programmerede og designede oprindelig spillet til Elektronika 60 i juni 1984, mens han arbejde for Dorodnicyn Computercenter underlagt Sovjetunionens videnskabsakademi i Moskva. Pajitnov fortalte at han blev inspireret af spillet pentomino, som er et brætspil. Navnet stammer fra det græske talord tetra ("fire"), pga. at alle brikkerne består af 4 kvadrater, og pga. tennis, hvilket var Pajitnovs favoritsport. Han samarbejdede med en af sine kollegaer, Vadim Gerasimov, der kort efter kodede den første port til IBM PCen, hvis styresystem var DOS.
Spillet (eller en af dets mange varianter) kan anskaffes til næsten alle spilkonsoler, computere, og også til ting som mobiltelefonerne og PDA’er. Det har endda været spillet på siden af bygninger, og der findes en rekordholder i verdens største funktionelle tetrisspil, da en tysk student i 1995 spillede på et 15 etagers hus på Delft Tekniske Universitet.
Selvom versioner af Tetris blev solgt til en række hjemmecomputere i 1980'erne, fik det først sin enorme succes, da Game Boy-versionen blev lanceret i 1989. I 2007 fik Tetris en andenplads af IGN på listen over de bedste videospil igennem tiderne.

## Gameplay
En tilfældighedssekvens af tetromino'er (sommetider kaldet ”tetrader” i ældre versioner) – brikker bygget af 4 kvadrater – falder ned i spillefeltet. Målet i spillet er at placere tetrominoes ved at bevæge dem vandret og rotere dem med 90 grader, med hensigten at konstruere en horisontal linje uden huller. Når sådan en linje er kreeret, forsvinder den, og overstående linje (hvis der er en) falder ned. Som spillet fortsætter falder tetrominoes hurtigere, og spillet slutter når spillerens sidste brik blokerer for indgangen af nye brikker.
Tetris-manualen refererer til de syv kvadratopbyggede brikker i Tetris som I, J, L, O, S, T og Z – pga. at de ligner disse bogstaver – men spillere omdøber nogle gange brikkerne. Alle brikkerne kan bruges til 1 eller 2 rækkers clearings. I, J og L kan bruges til 3 rækkers clearing, men kun I kan bruges til en 4 rækkers clearing, som refereres som en tetris.

### Farverne
Nogle spillere refererer til brikkerne ved farve, men pga. de mange versioner af spillet, er farvene blevet ændret gennem tider, så dette er ikke praktisk. Nedenunder er en farveguide til forskellige versioner af spillet.
| Brik | Vadim Gerasimov's originale Tetris | Microsoft Tetris | Sega/Arika (TGM serien) | Det Nye Tetris | SRS (Tetris Worlds og Tetris DS) | Atari/ Arcade | TETЯIS Det Russiske Hjerne Spil |
| ---- | ---------------------------------- | ---------------- | ----------------------- | -------------- | -------------------------------- | ------------- | ------------------------------- |
| I    | rød                                | rød              | rød                     | lyseblå        | lyseblå                          | rød           | rød                             |
| J    | hvid                               | pink             | blå                     | violet         | blå                              | gul           | orange                          |
| L    | pink                               | gul              | orange                  | pink           | orange                           | pink          | pink                            |
| O    | blå                                | lyseblå          | gul                     | lysegrå        | gul                              | blå           | blå                             |
| S    | grøn                               | blå              | pink                    | grøn           | grøn                             | lyseblå       | grøn                            |
| T    | brun                               | grå              | lyseblå                 | gul            | lilla                            | grøn          | olivenfarvet                    |
| Z    | lyseblå                            | grøn             | grøn                    | rød            | rød                              | orange        | lyseblå                         |

### Scoringsmetoden
Scoringsmetoden i de fleste Tetris-versioner er, at jo sværere en clearing man laver, jo flere point bliver man tildelt. Næsten alle Tetris-spil tilbyder en knap som forøger hastigheden hvormed brikkerne falder ned, så man slipper for at vente. Dette giver selvfølgelig også en bonus.

### Tyngdekraft
Traditionelle versioner af Tetris fjerner rækken af brikker med den samme højde som den clearede række. I modsætning til den ægte tyngdekraft kan nogen af brikkerne svæve over huller.
|  |  |

## Facebook
Tetris er også blevet et stort hit på Facebook under navet Tetris Battle. Man kan spille mod andre brugere fra hele verden, eller ens venner. Det foregår som normal Tetris, men her har man 2 minutter, til at få flere linjer end ens modstander. Lykkes det, vinder man og får en til to stjerner. Når man har 5 stjerner kommer man op i et højre rank (level). Man kan indtil videre komme til rank 100, men Tetris Battle's twitterprofil har for nylig afsløret at der kommer nye ranks til spillet. Spillet har pt 11,2 millioner månedlige spillere.

## Gamemodes
Der er flere forskellige måder at spille Tetris på. Som noget nyt kan man komme i "Arena", som er i en lukket betaversion ligenu.